# Neuhausen (Seubersdorf in der Oberpfalz)
Neuhausen ist ein Weiler und Ortsteil der Gemeinde Seubersdorf in der Oberpfalz im Landkreis Neumarkt in der Oberpfalz. Der Ort hatte im Dezember 2024 28 Einwohner.

## Geographie
Der Ort liegt etwa einen Kilometer südöstlich von Seubersdorf an der Staatsstraße 2660.

## Geschichte
Die ab ca. 1830 von Johann Seitz (Nr. 29) und Georg Gassner (Nr. 30) besiedelte Haid proper (= nahe) Seubersdorf (im Volksmund „Hoi“) wurde 1867 in Neuhausen umbenannt und zum Weiler erhoben.